# Rio Jicatuyo
Jicatuyo é um rio que atravessa o território de Honduras, na América Central.